# Perkmistrovský dům
Perkmistrovský dům v Rudolfově byl postaven roku 1591 v souvislosti s povýšením Rudolfova na svobodné horní město jako sídlo královského báňského úředníka – perkmistra. Je chráněn jako kulturní památka České republiky.

## Historie
Od počátku sloužil nejen pro výkon správy královského úřadu, ale i pro bydlení úředníků. Státní báňská správa sídlila v Rudolfově do poloviny 19. století, kdy byla nakrátko přesunuta do Dobré Vody a nakonec do Českých Budějovic. Od roku 1690 se Perkmistrovský dům stal zároveň také sídlem rychty. V minulosti dům sloužil i k dalším účelům spojeným s veřejným zájmem – jako například chudobinec s chorobincem, hostinec, městská záložna i četnická stanice.
Perkmistrovský dům byl sídlem správy města až do roku 2009, kdy byl rudolfovský městský úřad kvůli havarijnímu stavu objektu přemístěn do budovy České pošty. Historický dům byl poté rekonstruován a po slavnostním znovuotevření 13. září 2014 slouží jako Hornické muzeum, infocentrum a odborná knihovna. Autorem přestavby byl architekt Jaromír Kročák.

## Popis stavby
Památkově cenná je renesanční výzdoba fasády domu, zejména vstupní portál s aliančním znakem Hölzlů ze Sternsteinu a Prünningů z Prünningberku a troje sluneční hodiny. Roku 1821 byla obnovena na střeše domu novorenesanční věžička s hornickými symboly zkřížených kladiv. Tradovalo se, že ve sklepení domu je zazděná chodba spojující objekt s historickým podzemím Rudolfovského rudného revíru. Při rekonstrukci domu v roce 2014 však byla tato hypotéza vyvrácena, neboť ve sklepení se sice nacházejí dva otvory v kamenném zdivu, ale severní vede do malé kaverny se zřetelnou grafitickou žilou v rostlém skalním materiálu a jižní s portálem do původní kamenné klenuté chodby stoupající nad venkovní terén. Tato chodba patrně sloužila jako vjezd do rozsáhlých sklepních prostor, kde mohla být umístěna prubířská dílna, v níž se vytěžené stříbro vážilo, měřilo a analyzovalo.

## Fotogalerie

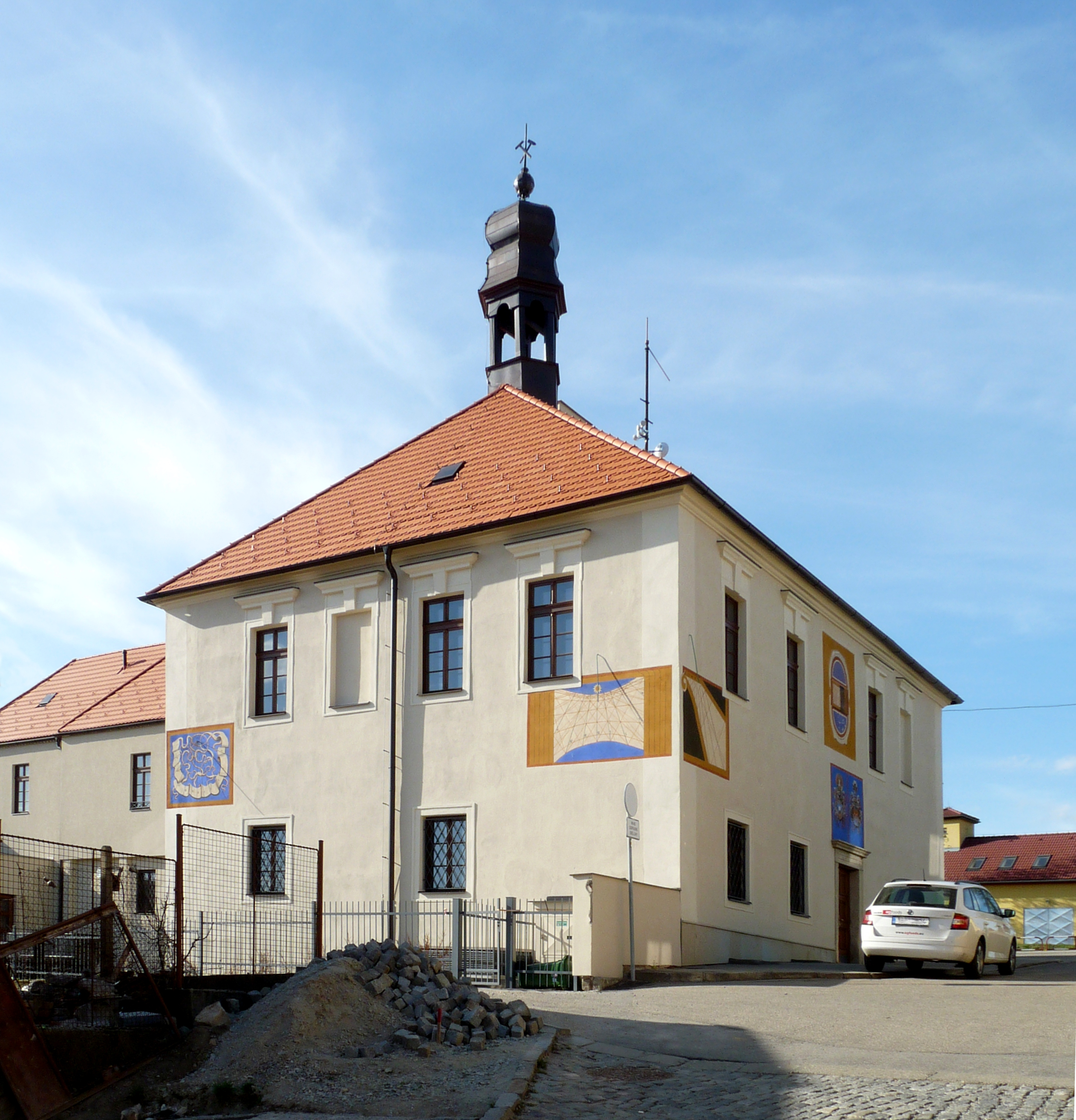
Pohled z Hornické ulice
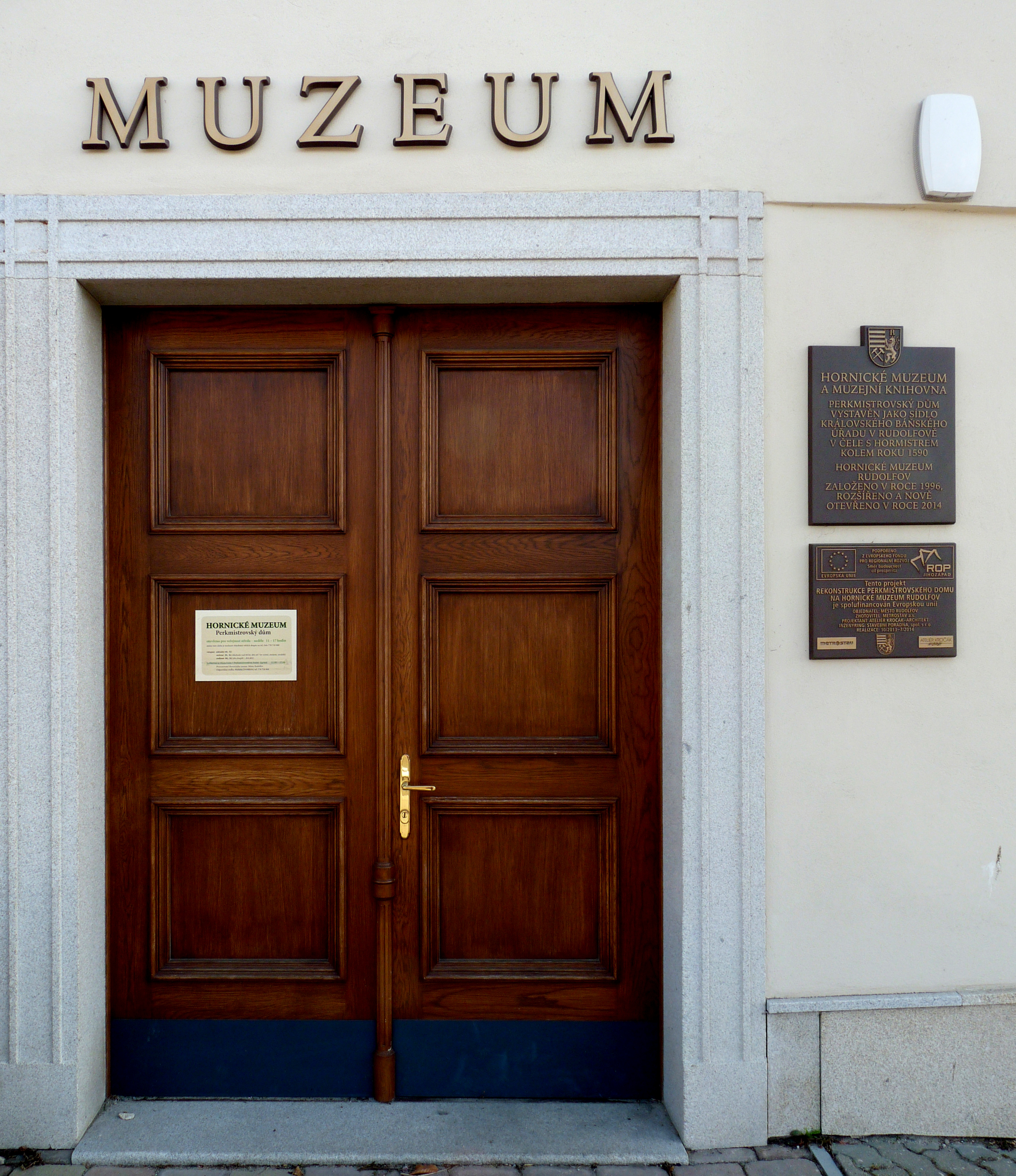
Hlavní vstup
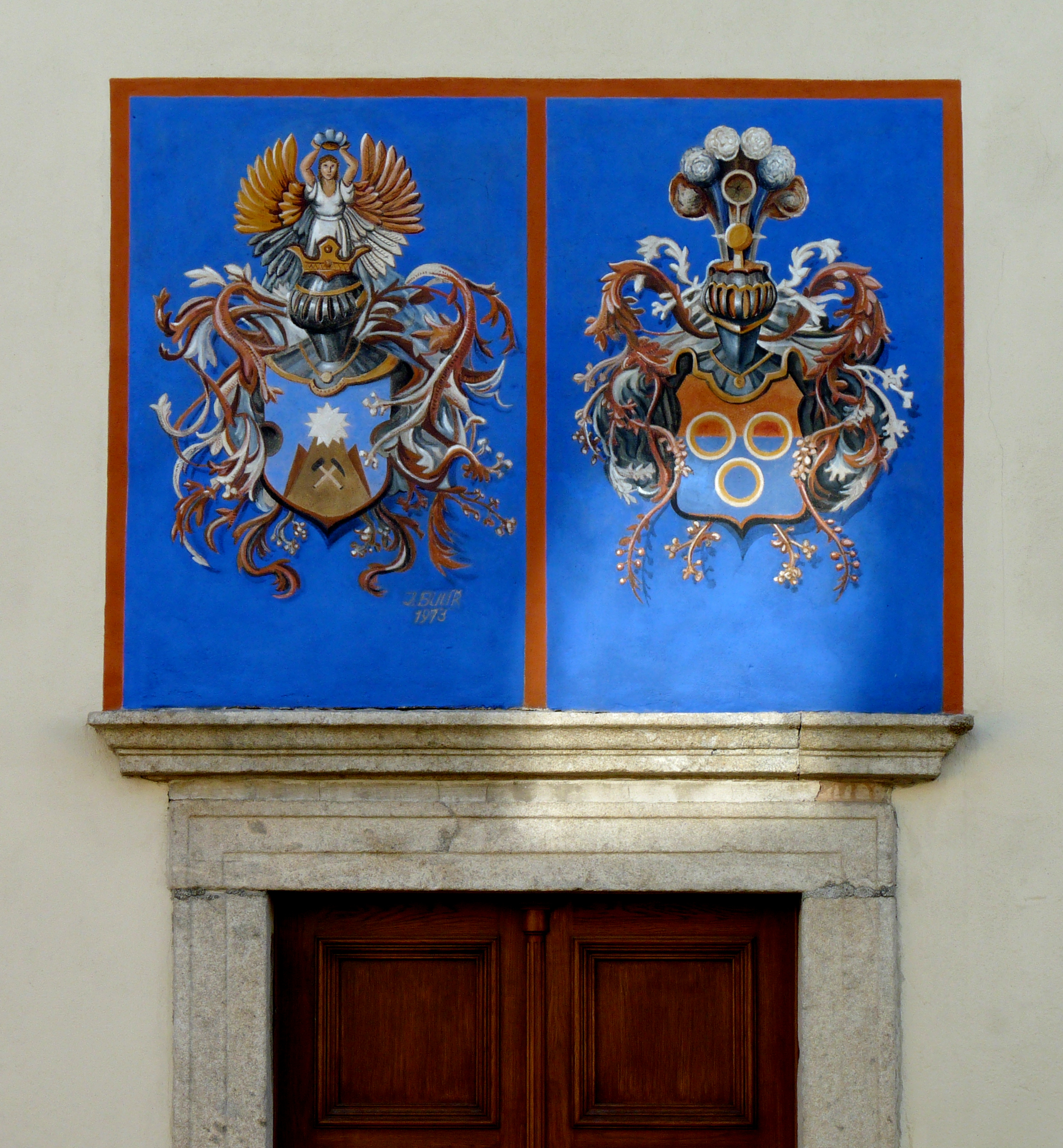
Detail nad bočním vchodem
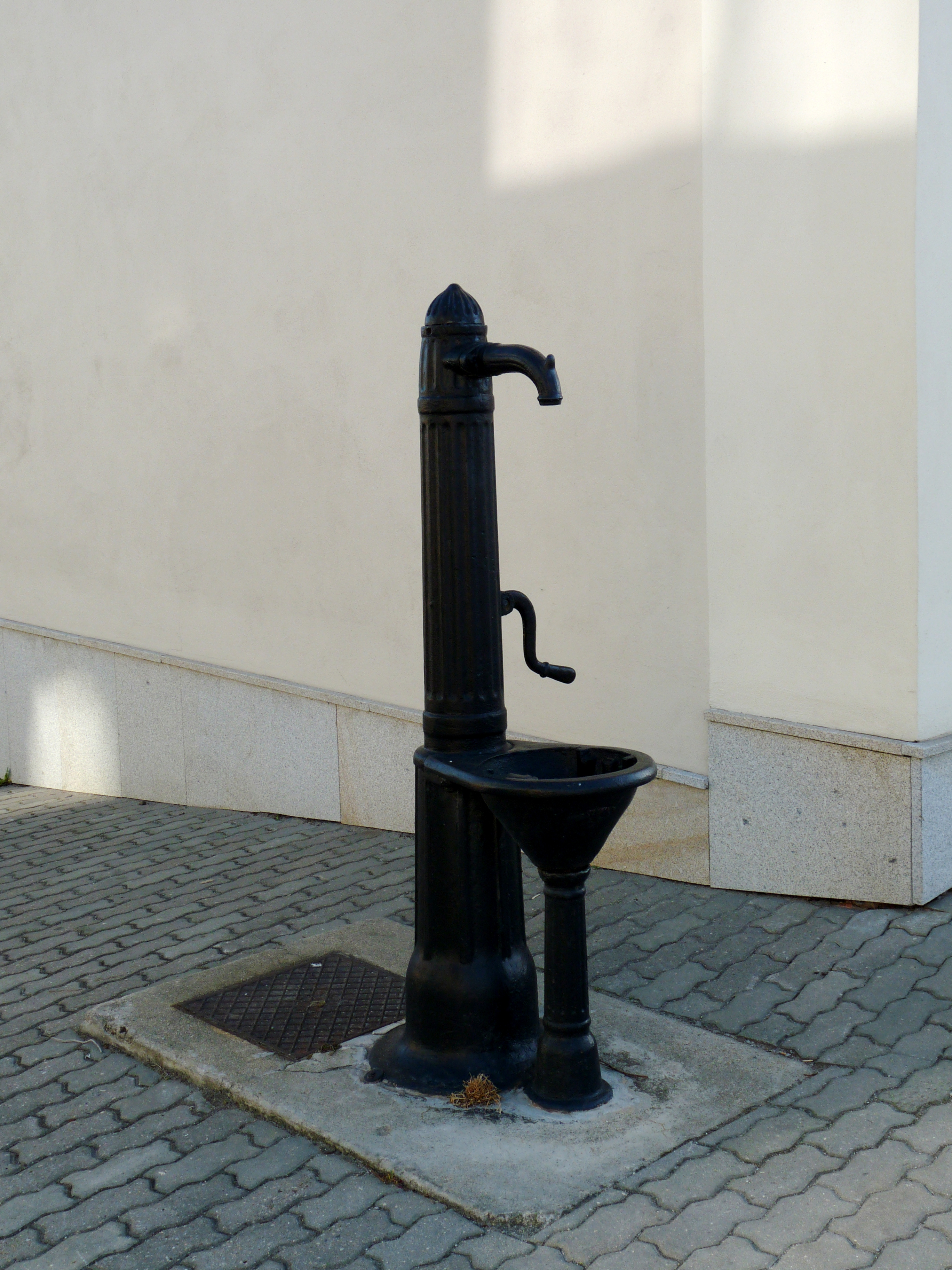
Pumpa na nároží